# Phyllocnistis ampelopsiella
Phyllocnistis ampelopsiella är en fjärilsart som beskrevs av Victor Toucey Chambers 1871. Phyllocnistis ampelopsiella ingår i släktet Phyllocnistis och familjen styltmalar. Inga underarter finns listade i Catalogue of Life.